# Periodo parlamentario 1985-1990 del Congreso de la República del Perú
El Periodo parlamentario 1985-1990 del Congreso de la República del Perú corresponde a las sesiones legislativas del congreso de tipo bicameral elegido en las elecciones generales de Perú de 1985 en que se renovó totalmente la Cámara de Disputados y la Cámara de Senadores para un término de cinco años. Se instaló el 27 de julio de 1985 y concluyó el 26 de julio de 1990. 

## Conformación
En 1985, el presidente Fernando Belaúnde Terry convocó a elecciones generales para abril de dicho año. La disputa presidencial fue entre Alan García del APRA y Alfonso Barrantes Lingán de Izquierda Unida. El resultado parlamentario fue sorprendente, el APRA obtuvo la mayoría en las dos cámaras. Acción Popular que fue mayoría en el anterior periodo pasó a ser la quinta fuerza política del Congreso. En el primer gobierno de Alan García se debatió en la Cámara de Diputados y Senadores sobre la ley de la estatización de la banca privada. Los diputados lo aprobaron en días, pero el Senado se demoró cerca de 6 meses en aprobarlo. El periodo terminó en 1990.

### Senado
| Agrupación Política      | N.º        |
| ------------------------ | ---------- |
| Partido Aprista Peruano  | 32         |
| Izquierda Unida          | 15         |
| Convergencia Democrática | 7          |
| Acción Popular           | 5          |
| Izquierda Nacionalista   | 1          |
| Total                    | 60 Curules |

### Cámara de Diputados
| Agrupación Política      | N.º         |
| ------------------------ | ----------- |
| Partido Aprista Peruano  | 108         |
| Izquierda Unida          | 48          |
| Convergencia Democrática | 12          |
| Acción Popular           | 10          |
| Independientes           | 2           |
| Total                    | 180 Curules |

## Mesas directivas
| Cargo                  | Titular                     | Partido                 |
| ---------------------- | --------------------------- | ----------------------- |
| Presidente             | Luis Alberto Sánchez        | Partido Aprista Peruano |
| Primer vicepresidente  | Carlos Enrique Melgar López | Partido Aprista Peruano |
| Segundo vicepresidente | Humberto Carranza Piedra    | Partido Aprista Peruano |

| Cargo                  | Titular               | Partido                 |
| ---------------------- | --------------------- | ----------------------- |
| Presidente             | Luis Negreiros Criado | Partido Aprista Peruano |
| Primer vicepresidente  |                       | Partido Aprista Peruano |
| Segundo vicepresidente |                       |                         |

| Cargo                  | Titular                      | Partido                 |
| ---------------------- | ---------------------------- | ----------------------- |
| Presidente             | Armando Villanueva del Campo | Partido Aprista Peruano |
| Primer vicepresidente  | Guillermo Larco Cox          | Partido Aprista Peruano |
| Segundo vicepresidente | Adolfo Guevara Velasco       | Partido Aprista Peruano |

| Cargo                  | Titular                 | Partido                 |
| ---------------------- | ----------------------- | ----------------------- |
| Presidente             | Fernando León de Vivero | Partido Aprista Peruano |
| Primer vicepresidente  | José Carrasco Távara    | Partido Aprista Peruano |
| Segundo vicepresidente |                         |                         |

| Cargo                  | Titular               | Partido                 |
| ---------------------- | --------------------- | ----------------------- |
| Presidente             | Ramiro Prialé         | Partido Aprista Peruano |
| Primer vicepresidente  | Jorge Lozada Stanbury | Partido Aprista Peruano |
| Segundo vicepresidente | José Linares Gallo    | Partido Aprista Peruano |

| Cargo                  | Titular             | Partido                 |
| ---------------------- | ------------------- | ----------------------- |
| Presidente             | Luis Alva Castro    | Partido Aprista Peruano |
| Primer vicepresidente  | Walter Cuestas Díaz | Partido Aprista Peruano |
| Segundo vicepresidente |                     |                         |

| Cargo                  | Titular                   | Partido                 |
| ---------------------- | ------------------------- | ----------------------- |
| Presidente             | Romualdo Biaggi Rodríguez | Partido Aprista Peruano |
| Primer vicepresidente  | Alfonso Ramos Alva        | Partido Aprista Peruano |
| Segundo vicepresidente | René Núñez del Prado Cruz | Partido Aprista Peruano |
| Primer secretario      | Esteban Ampuero Oyarce    | Partido Aprista Peruano |

| Cargo                  | Titular                         | Partido                 |
| ---------------------- | ------------------------------- | ----------------------- |
| Presidente             | Héctor Vargas Haya              | Partido Aprista Peruano |
| Primer vicepresidente  | Carlos Alberto Franco Ballester | Partido Aprista Peruano |
| Segundo vicepresidente | Régulo Mujica Jerí              | Partido Aprista Peruano |
| Primer secretario      | Fernando Ramos Carreño          | Partido Aprista Peruano |

| Cargo                  | Titular                     | Partido                 |
| ---------------------- | --------------------------- | ----------------------- |
| Presidente             | Humberto Carranza Piedra    | Partido Aprista Peruano |
| Primer vicepresidente  | Adolfo Guevara Velasco      | Partido Aprista Peruano |
| Segundo vicepresidente | Ramón Ponce de León Blondet | Partido Aprista Peruano |

| Cargo                  | Titular                 | Partido                 |
| ---------------------- | ----------------------- | ----------------------- |
| Presidente             | Fernando León de Vivero | Partido Aprista Peruano |
| Primer vicepresidente  | Luis Alvarado Contreras | Partido Aprista Peruano |
| Segundo vicepresidente | Benjamín Madueño Yansey | Partido Aprista Peruano |

- Prialé falleció en febrero de 1988. Lozada Stanbury asumió la Presidencia del Senado
- León de Vivero falleció en enero de 1990. Alvarado Contreras asumió la Presidencia de la Cámara de Diputados